# Candyking
Candyking, av företaget skrivet CandyKing, tidigare Karamellkungen och Karamellgrossisten, är ett svenskt varumärke som säljer lösviktsgodis och sedan 2017 ägs av Cloetta.
Företaget bildades 1984 av Christer Forsman och det nuvarande namnet fick det 1995. År 1997 blev företaget uppköpt av finska Fazer-koncernen och placerades tillsammans med de nyförvärvade Candyland och Just Sweets i det gemensamma företaget Candyking. I Sverige behölls namnet Karamellkungen. I februari 2008 köptes Karamellkungen av riskkapitalbolagen Accent Equity Partners och EQT. År 2011 hade Candyking ungefär 900 anställda i Sverige, Norge, Finland, Storbritannien, Irland, Danmark och Baltikum. I november 2008 förvärvade Candyking Holding konkurrenten Godisprinsen. I februari 2009 köptes även naturgodistillverkaren Parrots från chipsproducenten OLW. Karamellkungen köptes år 2017 av Cloetta och bytte namn till Candyking år 2020. Bolaget har egen tillverkning av godis samt köper in från underleverantörer och hanterar distribution, lager och presentation i anslutna livsmedelsaffärer.